# Giovanni Battista Martini
Giambattista Martini, (általánosan ismert nevén Padre Martini, azaz Martini atya) (Bologna, 1706. április 24. – Bologna, 1784. október 4.) minorita szerzetes, olasz zenetörténész, zeneszerző.

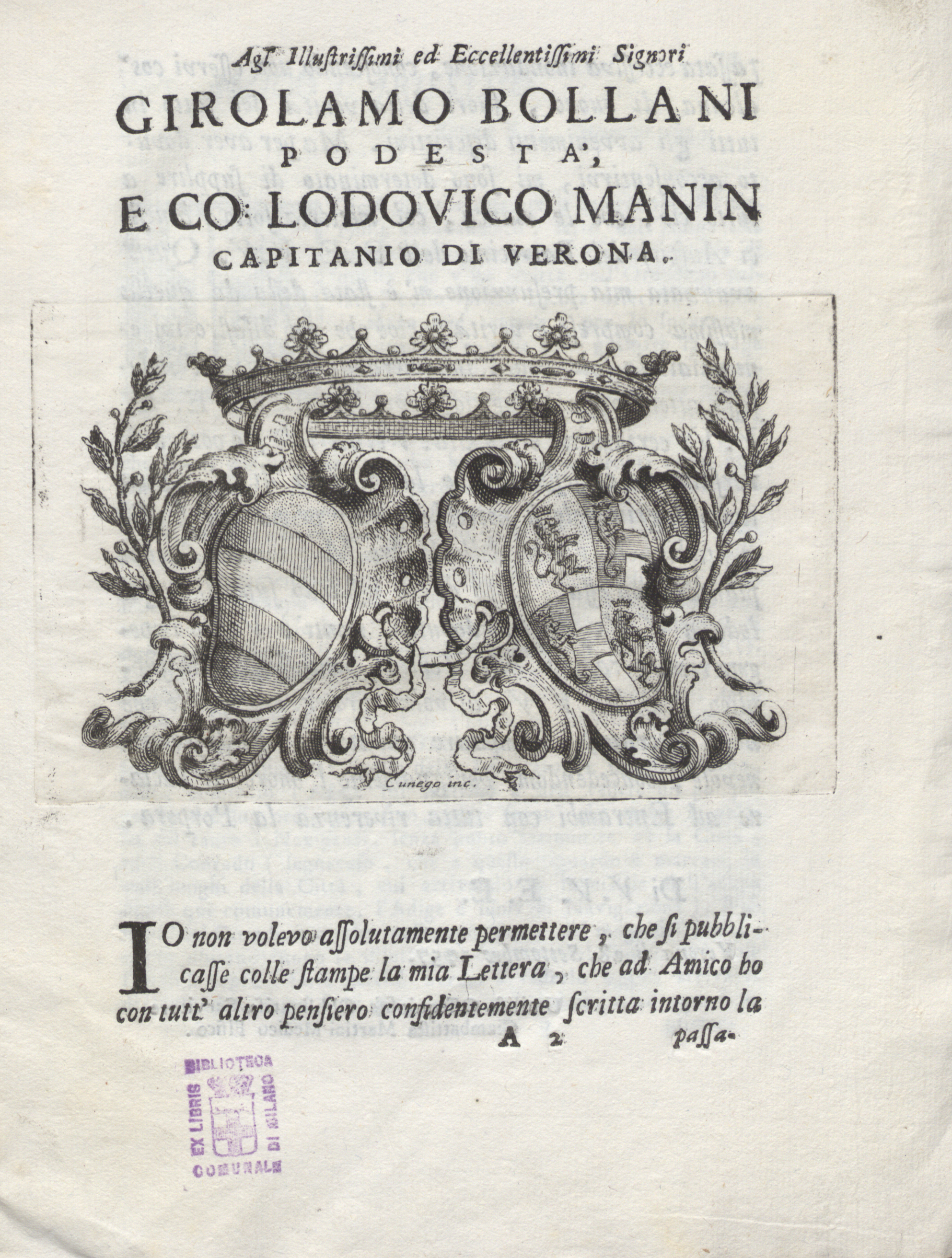
Lettera famigliare intorno l'inondazione di Verona (1757)

## Életpályája
Már 15 éves korában belépett a minorita rendbe. Templomi karnagy volt 1725 és 1743 között. Írásai közül a Storia della musica (Zenetörténet) - bár befejezetlen maradt - 3 kötetben megjelent 1757 és 1781 között. Esemplare ossia saggio fondamentale pratico di contrappunto (Az ellenpont nagy példatára) című műve 1774-ben jelent  meg. 

## Zeneművei
- Szent Péter (oratórium)
- Salamon Izrael királya (oratórium),
- vígjátékok zenéi (A Dirindina, A kanárik impresszáriója, Don Chisciotte, A zenemester),
- orgona- és zongoraszonáták,
- számos egyházi zenemű.